# Bosiljevo (Karlovac)
Pour les articles homonymes, voir Bosiljevo.
Bosiljevo est un village et une municipalité située dans le comitat de Karlovac, en Croatie. Au recensement de 2001, la municipalité comptait 1 486 habitants, dont 96,57 % de Croates et le village seul comptait 67 habitants.

## Localités
La municipalité de Bosiljevo compte 43 localités :
| - Beč - Bitorajci - Bosanci - Bosiljevo - Dani - Dugače - Fratrovci - Fučkovac - Glavica - Grabrk - Hrsina | - Jančani - Johi - Kasuni - Korenić Brdo - Kraljevo Selo - Krč Bosiljevski - Laslavići - Lipovšćaki - Lisičina Gorica - Malik - Mateše | - Milani - Novo Selo Bosiljevsko - Orišje - Otok na Dobri - Podrebar - Podumol - Potok Bosiljevski - Pribanjci - Rendulići - Resnik Bosiljevski - Sela Bosiljevska | - Skoblić Brdo - Soline - Spahići - Strgari - Špehari - Umol - Varoš Bosiljevski - Vodena Draga - Vrhova Gorica - Žubrinci |